# 藤原フミヤ
藤原 フミヤ（ふじわら ふみや、男性、2004年2月12日 - ）は、日本のタレントである。
ジュネス企画所属。埼玉県所沢市出身。身長154cm。体重42kg。血液型A型。本名は藤原 郁弥（ふじわら ふみや）。愛称は、ふみちん、ふみたん、フミカちゃんなど。

## 略歴
2008年から2015年8月までジュネス企画に所属していた。子役タレントとして雑誌モデル、企業広告などに出演していたが、現在は芸能活動を中止している。
2011年9月より、芸名を本名の「藤原郁弥」から「藤原フミヤ」に改めた。

## 交流
- ケンユウオフィス所属の声優、ヤスヒロは実父である。
- 大人計画所属の女優、猫背椿とは親戚関係である。

## 出演

### CM
- JPエクスプレス(放送年不明)
- ハジ→「たからもの。feat.SA.RI.NA」(2011年)
- リケン ノンオイルセレクティ あめ色玉ねぎドレッシング(2011年)
- パナソニック　エコナビ洗濯機　使って実感(2013年)
- ほっともっと　Netto Motto　Night Time篇 (2014年)

### ショートフィルム
- みんなのいちご　フットボールアワー岩尾監督（シンジ）(2012年)

### プロモーションビデオ
- ハジ→「たからもの。feat.SA.RI.NA」（ミニハジ）

### 企業PV
- ToyToyota Backseat Driver(JP)★iPhoneアプリ★
- フォーエバーリビングプロダクツ ジャパン アロエベラジュース 2GO

### 広告
- 日本サムスン コルトン（電飾パネル）広告

### 雑誌
- ボンメルシィ! リトル 2008 秋号
- ビューティークラブ 2011 秋号
- Y + ワイプラス　2015 6月号

### ムック本
- たのしく作ろう!! こどもの工作(2012年)
- だれでもあめちゃう!!こどものゆびあみ(2012年)

### 新聞折込チラシ
- KY TIMES365 7/5〜7/20号(2012年)

### カタログ
- LUCENT SPRING SUMMER テニスウェアコレクション(2014年)
- LUCENT FALL WINTER テニスウェアコレクション(2014年)
- LUCENT SPRING SUMMER テニスウェアコレクション(2015年)
- 進研ゼミ小学講座 チャレンジタッチ5年生 2015夏講座(2015年）